# Les aventures de Lagardère
Les aventures de Lagardère è un cortometraggio del 1911 diretto da André Heuzé.